# Andreas Steenberg
Andreas Raaby Steenberg (nascido a 22 de julho de 1983, em Randers) é um político dinamarquês, membro do Folketing pelo Partido Social-Liberal. Ele foi eleito para o parlamento nas eleições legislativas dinamarquesas de 2011.

## Carreira política
Steenberg foi eleito para o parlamento nas eleições de 2011, com 2.341 votos. Em 2015 foi reeleito com 1.971 votos, e mais tarde, em 2019, com 4.444 votos.